# Kleiner Blaupfeil
Der Kleine Blaupfeil (Orthetrum coerulescens) ist eine Libellenart aus der Familie der Segellibellen. Es ist die kleinste im deutschen Sprachraum vorkommende Blaupfeil-Art. Der zweite Teil des wissenschaftlichen Namens bedeutet „blau werden“ beziehungsweise „bläulich“ und zielt auf den Umfärbungsprozess der Männchen mit dem Ausreifen ab. Bis auf den Nordosten ist die Art in ganz Europa verbreitet. Der Lebensraum des Kleinen Blaupfeils ist meist durch langsam fließende Wiesenbäche oder Gräben mit nicht zu großen Wassertiefen gekennzeichnet, seltener werden auch Kiesgruben besiedelt. Dabei werden Gewässer mit starkem Bewuchs an den Rändern bevorzugt. Der Kleine Blaupfeil ist ökologisch sehr anspruchsvoll und gehört regional zu den bedrohten Arten.

## Merkmale

### Imago

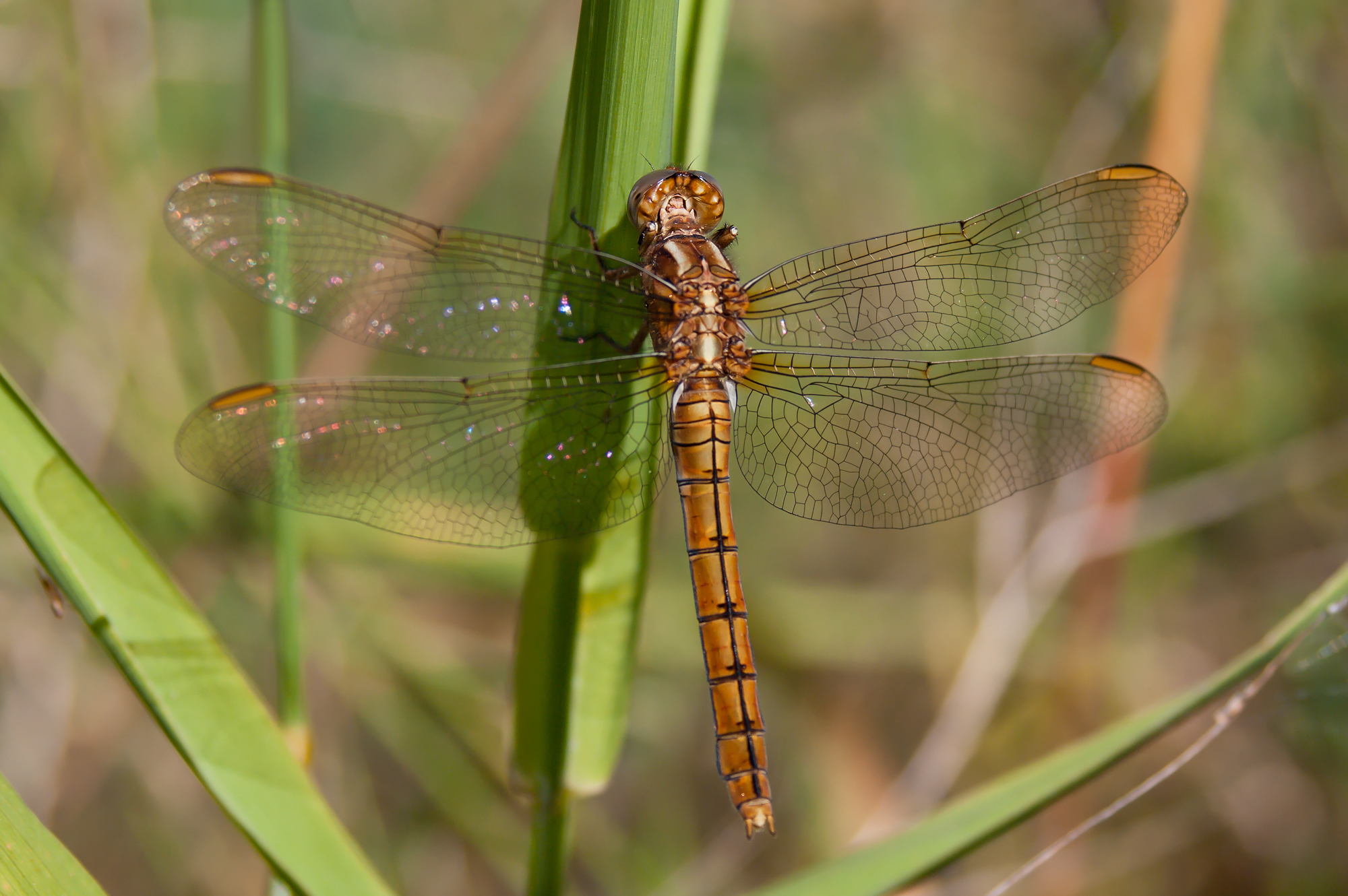
Junges Weibchen

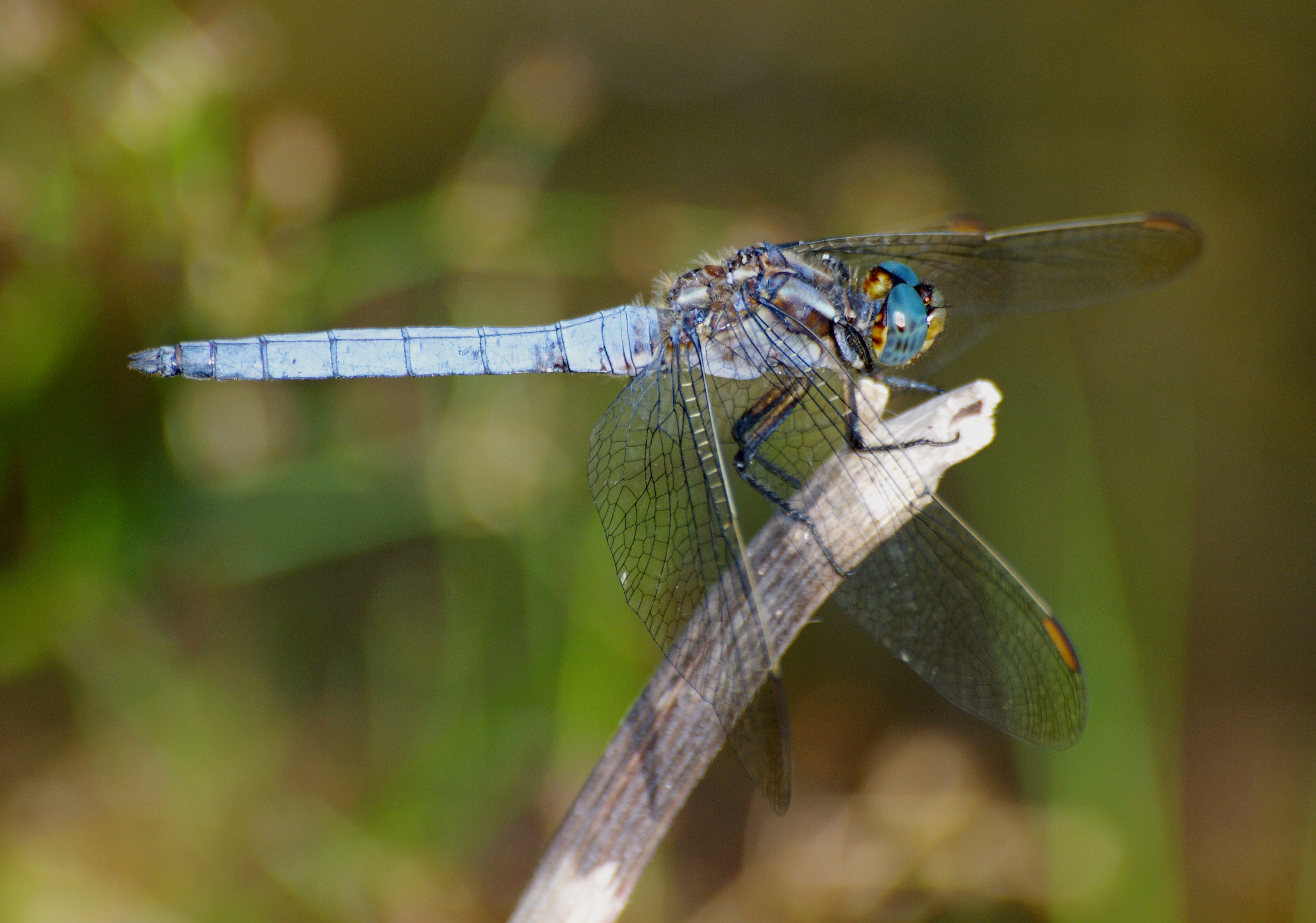
Typisch für die Männchen des Kleinen Blaupfeils sind die beiden hellen Streifen auf dem oberen Thorax. Im Vergleich zum sonst ähnlichen Südlichen Blaupfeil sind die Thoraxseiten auch im Alter nur schwach blau bereift

Der Kleine Blaupfeil ist eine relativ kleine Libelle, deren Hinterleib (Abdomen) bei den Männchen eine Länge zwischen 25 und 31 Millimetern erreicht. Die Weibchen messen hier 26 bis 30 Millimeter. Bei den jungen Imagines ist der Körper gelblich hellbraun. Auf den Seiten des Brustkorbs (Thorax) zeichnet sich ein leichter Rosaton ab. Die Nähte des Thorax sind bräunlich und die Antehumeralbinden weiß und schwarz berändert. Das Abdomen ist zitronengelb überschleiert, mit braunen und schwarzen Bändern. Zudem sind beim Weibchen die kompletten Flügel gelblich gefärbt, während es beim Männchen nur die Basis ist. Nach einigen Lebenstagen verschwindet die gelbliche Farbe der Flügel bei beiden Geschlechtern und die Flügel werden durchsichtig. Die Hinterflügel erreichen bei den Männchen 28 bis 33 Millimeter, bei den Weibchen 28 bis 31. Das Flügelmal (Pterostigma) misst bei den Männchen 3,2 bis 4 Millimeter, 3,5 bis 3,8 Millimeter bei den Weibchen. Bei den Männchen schließt sich an die Farbloswerdung der Flügel eine Umtönung des restlichen Körpers an. Zuerst wird das Abdomen leicht rosa, wobei die zuvor bereits schwarzen Stellen bläulich werden. Das Blau breitet sich dann auf den gesamten Hinterleib aus. Der Thorax nimmt eine rötlichbraune Farbe an und weist bei sehr alten Männchen blaue Streifen auf. Die Färbung des Weibchens bleibt im Wesentlichen braungelb, kann aber auch ins Olivbraune wechseln. Die Flügel werden hier nicht so klar wie bei den Männchen und lassen immer noch einen Rest Gelb erahnen.

### Larve
Wie die Imagines vollziehen auch die Larven eine farbliche Wandlung. So sind die frisch aus dem Ei geschlüpften Larven noch hellgrau und messen nur etwa 1,2 Millimeter. Die Seiten des Kopfes, die Antennen und die Beine sind dunkelgrau, die Augen schwarz. Mit der Entwicklung der Larve färbt sich diese bis auf die schwarzen Flügelscheiden einheitlich goldbraun beziehungsweise goldgrau. Auf den Segmenten vier bis sieben des Abdomens befinden sich kleine Dorsaldornen. Durch die ebenfalls vorhandene Behaarung sind diese aber oft versteckt. Sehr kleine krumme Lateraldornen gibt es auf dem achten und neunten Segment. Im letzten Larvenstadium messen die Tiere 16,5 bis 18,5 Millimeter.
Die Larven sind auf den ersten Blick mit denen des Plattbauchs (Libellula depressa) zu verwechseln. Neben dem Umstand, dass die Larven des kleinen Blaupfeils deutlich kleiner sind, ist eine Unterscheidung aber auch über das für Blaupfeillarven typische schmalere Abdomen möglich.

## Lebensweise, Fortpflanzung und Entwicklung

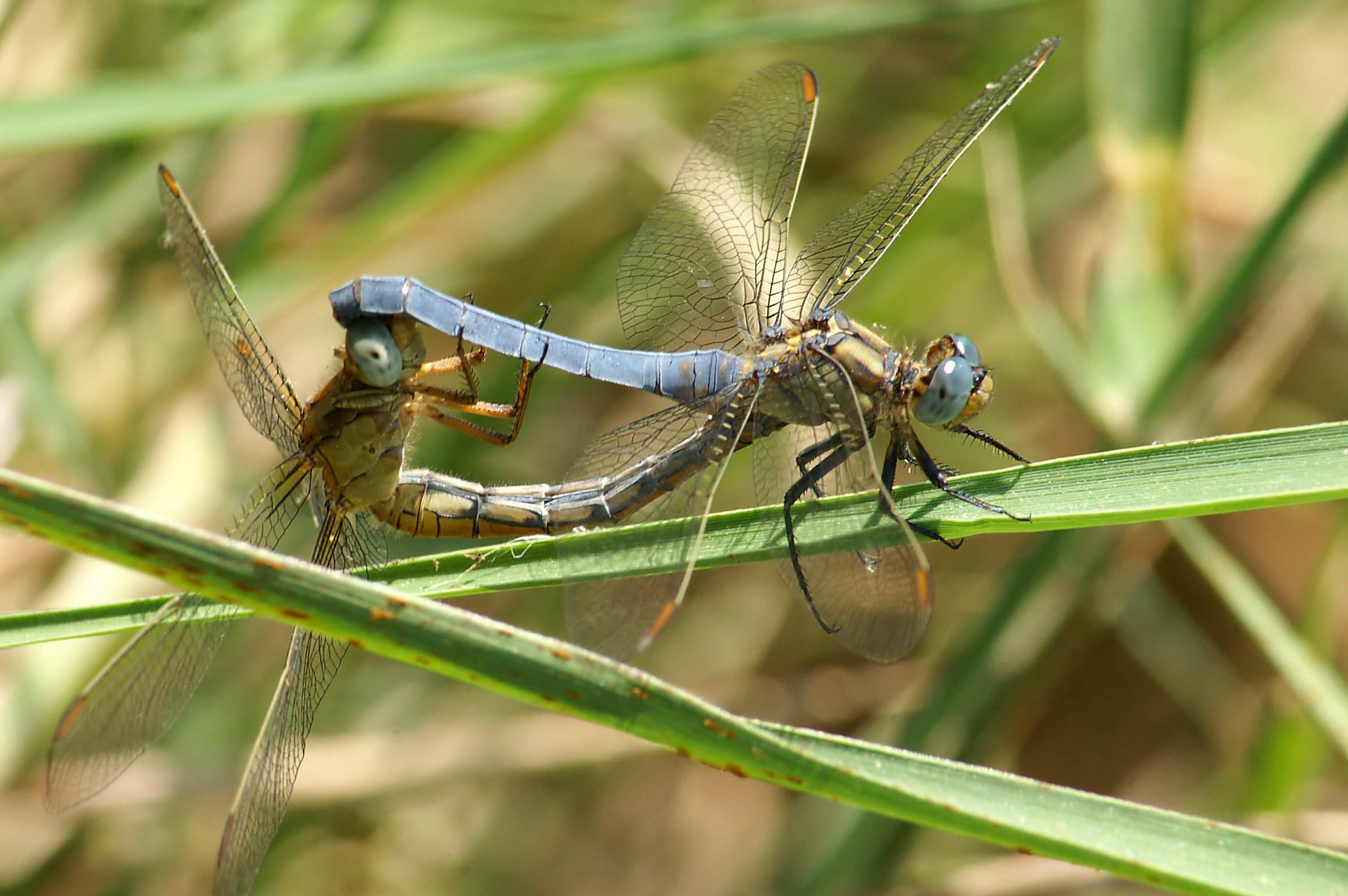
Kleine Blaupfeile im Paarungsrad

Der Kleine Blaupfeil sitzt gerne an besonnten, nicht zu hohen Stellen, wobei er in Ruhe die Flügel nach vorne klappt. Die Männchen sind ihrem gewählten Sitzplatz dabei sehr treu und kehren teilweise tagelang nach jedem Flug auf denselben Platz zurück. Erblickt ein Männchen eines der deutlich mobileren Weibchen, landet es auf seinem Thorax und koppelt sich an. Die Paarung vollzieht sich dann im Paarungsrad und dauert zwischen 5 und 120 Sekunden. Das Paarungsrad landet meist, aber nicht immer. Nach der Kopulation und einer kurzen Ruhezeit an der Seite des Männchens fliegt das Weibchen gefolgt vom Männchen zum Wasser und streift die Eier im Rüttelflug durch Berühren der Wasseroberfläche ab.
Die gelblichweißen, 0,5 bis 0,6 × 0,35 bis 0,37 Millimeter kleinen Eier färben sich mit der Zeit bräunlich-orange. Nach fünf bis sechs Wochen schlüpfen die Larven. Ihre Entwicklungsdauer wird auf zwei Jahre geschätzt.